# Rio Derzanul
O Rio Derzanul é um rio da Romênia, afluente do Sas, localizado no distrito de Neamţ.